# Carcelia atripes
Carcelia atripes là một loài ruồi trong họ Tachinidae.